# Alastair Edward Henry Worsley
Alastair Edward Henry Worsley (Londres, 4 de outubro de 1960 - Magalhães e Antártica Chilena, 24 de janeiro de 2016) foi um explorador e militar britânico.
Oficial do Exército Britânico (seu posto máximo foi o de tenente-coronel), recebeu a Ordem do Império Britânico e a Queen's Commendation for Valuable Service. A partir de 2008, começou a chefiar expedições ao Polo Sul.
Em novembro de 2015, iniciou uma expedição solitária ao Polo Sul com a intenção de atravessa-lo a pé, porém, não suportou as dificuldades climáticos e do terreno e após 1.400 km percorridos, faleceu de falência de órgãos após solicitar o resgate.